# اسم الحقبة اليابانية
يُعرف اسم الحقبة اليابانية المُشار إليه أيضًا باسم غينغو، بأنه القسم الأول من عبارة مؤلفة من قسمين، تُعبّر عن الأعوام في نظام تقويم الحقبة اليابانية. ويكون القسم الثاني عددًا يشير إلى رقم السنة في الحقبة (فيكون العام الأول «غان»)، متبوعًا بالحرف «نين» بمعنى «العام».
نشأت أسماء الحقب عام 140 قبل الميلاد في الصين، خلال عهد الإمبراطور وو الهاني. وكما في بلدان أخرى من شرق آسيا، استُمد استخدام أسماء الحقب في الأصل من الممارسات الإمبراطورية الصينية، على الرغم من أن النظام الياباني مستقل عن أنظمة تسمية الحقب الصينية والكورية والفيتنامية. وعلى عكس هذه الأنظمة المماثلة الأخرى، فإن أسماء العصور اليابانية لا تزال قيد الاستخدام. وتطلب الدوائر الحكومية عادة أسماء الحقب والأعوام من أجل الأوراق الرسمية.
ويمكن كتابة أسماء الحقب الخمسة المستخدمة منذ نهاية فترة إيدو عام 1868 بشكل مختصر من خلال أخذ الحرف الأول من أسمائها بالحروف اللاتينية. فعلى سبيل المثال، إس 55 تعني شوا 55 (أي 1980)، وإتش 22 تعني هيسيه 22 (2010). وتُعتبر فترة شوا أطول حقبة حتى اليوم، إذ دامت 62 عامًا وأسبوعين.
يُعرف العصر الحالي باسم ريوا، الذي بدأ في 1 مايو 2019، بعد العام الحادي والثلاثين (والأخير) من عهد هيسيه. وفي حين بدأ عصر هيسيه في اليوم التالي لوفاة الإمبراطور هيروهيتو (8 يناير 1989)، فقد بدأ عصر ريوا في اليوم التالي للتنازل الطوعي والمزمع للإمبراطور الخامس والعشرين بعد المئة، أكيهيتو. إذ حصل الإمبراطور أكيهيتو على تصريح خاص يُمنح لمرة واحدة من أجل التنازل عن العرش، ولم يشغل منصبه حتى وفاته، حسبما ينص عليه القانون. فاعتلى نجله البكر، ناروهيتو، العرش في 1 مايو 2019 ليكون إمبراطور اليابان السادس والعشرين بعد المئة.

## نظرة عامة
نشأ النظام الذي تستند إليه أسماء الحقب اليابانية في الصين عام 140 قبل الميلاد، واعتمدته اليابان عام 645 بعد الميلاد، في عهد الإمبراطور كوتوكو.
كان اسم أول حقبة مرصودة «تايكا»، احتفالًا بالتغييرات السياسية والتنظيمية التي أثمرها إصلاح تايكا العظيم لعام 645. وعلى الرغم من توقف الممارسة المنتظمة لإعلان أسماء الحقب المتعاقبة في أواخر القرن السابع، فقد اعتُمدت مجددًا وبشكل دائم عام 701، أي في عهد الإمبراطور مونمو (697 - 707). ومنذ ذلك الحين، استُخدمت أسماء الحقب بشكل مستمر حتى يومنا هذا.

### نينغوعبر التاريخ
كان مسؤولو البلاط، قبل فترة ميجي، هم أصحاب القرار بشأن أسماء الحقب، التي كانت تخضع لتغييرات متكررة. وعادة ما يُعلن عن اسم حقبة جديدة في غضون عام أو عامين من تولي إمبراطور جديد للحكم. وغالبًا ما كان يُعين أيضًا اسم حقبة جديدة في العام الأول والخامس والثامن والخمسين من الدورة الستينية، لأنها كانت سنوات مشؤومة حسب الأونميودو. وتُعرف هذه الأعوام الثلاثة على الترتيب باسم كاكوري وكاكون وكاكومي، وتُعرف مجتمعة باسم سانكاكو. كانت أسماء الحقب تخضع للتغيير أيضًا بسبب أحداث أخرى سعيدة أو كوارث طبيعية.
وفي الممارسة التاريخية، يبدأ اليوم الأول من النينغو (غاغين) متى اختار الإمبراطور ذلك؛ ويستمر العام الأول حتى حلول العام القمري الجديد التالي، الذي يحدد بداية العام الثاني لنينغو.
تدل أسماء الحقب على الأسباب المختلفة لاعتمادها. فمثلًا، أُعلن عن النينغو وادو، خلال فترة نارا، بسبب اكتشاف حقول النحاس في تشيتشيبو. وتتألف معظم النينغو من رمزين من الكانجي، باستثناء فترة قصيرة خلال فترة نارا، عندما اعتُمدت الأسماء من أربعة رموز من الكانجي لتتبع السياق الصيني. وكان من بين أسماء النينغو الشهيرة التي ضمت أربعة رموز: تينبيو كانبو، وتينبيو شوهو، وتينبيو هوجي، وتينبيو جينغو. ومنذ فترة هييان، انعكست الأفكار الكونفوشيوسية ومعتقداتها على أسماء الحقب، مثل دايدو وكونين وتينتشو. وعلى الرغم من وجود ما مجموعه 248 اسمًا للعصور اليابانية حتى اليوم، فقد استُخدم 73 رمزًا من الكانجي فقط في تنضيدها. ومن بين هذه الرموز الثلاثة والسبعين، استُخدم 31 منها مرة واحدة فقط، في حين استُخدم الباقي بشكل متكرر في تراكيب مختلفة.
استُخدمت الغالبية العظمى من أسماء الحقب اليابانية لمدة تقل عن 10 سنوات، ومنهم اسمان لمدة تقل عن عام. واستُخدم 28 اسمًا فقط لأكثر من 10 سنوات وأقل من 30 عامًا. أما الأسماء التي استمرت لأكثر من 30 عامًا فكانت هيسيه وأوي وميجي وشوا فقط.

### النينغوفي اليابان المعاصرة
اعتلى موتسوهيتو العرش في 1867، خلال السنة الثالثة من فترة كيو. وفي 23 أكتوبر 1868، تغير اسم الحقبة إلى ميجي، واعتُمد نظام «حكم واحد، اسم عصر واحد» (إيسي-إيشيغين)، وفيه لا يتغير اسم الحقبة إلا عند الخلافة الإمبراطورية المباشرة. يشابه هذا المبدأ، النظام الصيني البائد المستخدم منذ أيام سلالة مينغ. ويختلف نظام النينغو الياباني عن الممارسات الصينية، ففي النظام الصيني لم يكن اسم العصر يتجدد حتى العام التالي لوفاة الإمبراطور.
وفي الممارسة الحديثة، تبدأ السنة الأولى من النينغو (غانين) فور تولي الإمبراطور للحكم وتنتهي في 31 ديسمبر. وتتبع السنوات اللاحقة التقويم الغريغوري. فعلى سبيل المثال، استمر عصر ميجي حتى 30 يوليو 1912، وذلك عندما توفي الإمبراطور وأُعلن عن حقبة تايشو. وبناء عليه عُرف عام 1912 باسم «ميجي 45» و«تايشو 1» ( تايشو غانين)، ولو أن حقبة ميجي انتهت تقنيًا في 30 يوليو، بوفاة موتسوهيتو.
أصبحت هذه الممارسة، التي طُبقت بنجاح منذ أيام ميجي ولكن الطابع الرسمي لم يُسبغ عليها مطلقًا، قانونًا في عام 1979 مع إقرار قانون اسم الحقبة (غينغو-هو). وهكذا، منذ عام 1868، لم يُعين سوى خمسة أسماء للحقب: ميجي، وتايشو، وشووا، وهيسيه، وريوا، ويتوافق كل منها مع حكم إمبراطور واحد فقط. وعند الوفاة، يُشار إلى الإمبراطور بالحقبة التي حكم فيها. فمثلًا، عُرف موتسوهيتو بعد وفاته باسم «الإمبراطور ميجي» (ميجي تينو).
يشار إلى الإمبراطور الحاكم، حسب الأعراف اليابانية، باسم تينو هيكا، «الإمبراطور صاحب الجلالة» أو كينجو تينو، «الإمبراطور الحالي». تُعتبر تكنية الإمبراطور القائم في منصبه باسم العصر الراهن، أي «ريوا»، حتى في اللغة الإنجليزية، خطًا، لأن هذا الاسم سيكون - وهو- اسمه بعد وفاته. من النادر استخدام الاسم الأول للإمبراطور (أي «ناروهيتو»)، ويعتبر سلوكًا مبتذلًا في اللغة اليابانية.
تنازل الإمبراطور أكيهيتو عن العرش في 30 أبريل 2019، مما استلزم تغيير النينغو. فكان ريوا الاسم الجديد الذي أُعلن عنه في صباح يوم 1 مايو من العام ذاته.